# Secondo viaggio di Giovanni Caboto
Segue il resoconto del secondo viaggio di Giovanni Caboto:

## Antefatti
A seguito del primo viaggio, re Enrico VII, con lettere patenti del 3 febbraio 1498, autorizzò Giovanni Caboto ad approntare una spedizione di sei navi e almeno duecento uomini di equipaggio, allo scopo di colonizzare le terre scoperte e proseguire la ricerca di altre terre, nella speranza di poter raggiungere il favoloso Cipangu (l'odierno Giappone).

## Il viaggio
Le navi salparono nell'estate del 1498: con il figlio Sebastiano, Caboto probabilmente toccò il Labrador e costeggiò la Groenlandia meridionale. Non è peraltro certo cosa accadde di questa spedizione, né se Giovanni Caboto ne ritornò vivo. Se suo figlio Sebastiano era effettivamente con lui, è evidente che almeno qualcuno da quella spedizione tornò indietro: Sebastiano avrebbe avuto anch'egli una grande carriera di navigatore.

### Ipotesi sulla sua eventuale scomparsa
Esistono diverse ipotesi. Secondo una di esse buona parte della sua flotta sarebbe naufragata nell'Atlantico, e si salvò una sola nave con pochi superstiti. Un'altra sostiene che dopo aver raggiunto le coste del Labrador, i ghiacci galleggianti avrebbero costretto le navi a piegare verso Sud, addirittura fino a Capo Hatteras. Da qui in poi avrebbero fatto ritorno in Inghilterra nell'autunno dello stesso anno e Giovanni Caboto sarebbe morto durante il viaggio o più probabilmente poco dopo il ritorno. Altra ipotesi vuole che, perseguendo l'ipotetico varco a Nord verso il Giappone, Caboto avrebbe raggiunto la Groenlandia, dove l'equipaggio si sarebbe ammutinato per il freddo insopportabile, costringendolo a piegare verso Sud, con esiti incerti. Infine, secondo alcuni storici, Caboto avrebbe raggiunto le coste del Nord America e avrebbe cominciato a procedere in direzione sud-ovest come previsto dal suo programma. Ciò sarebbe avallato dal fatto che tre anni dopo, nel 1501, l'esploratore Gaspar Corte-Real ricevette dagli indigeni del Nord America, con cui era entrato in contatto, alcuni oggetti, probabilmente appartenuti agli uomini della spedizione di Caboto.
Nonostante il misterioso epilogo della spedizione del 1498 e il blocco di ulteriori esplorazioni inglesi durante il regno di Enrico VII, la spedizione di Giovanni Caboto pose le basi della futura colonizzazione inglese del Nord America. Inoltre le esplorazioni di Giovanni Caboto assicurarono ai geografi europei le prime indicazioni scientifiche circa la vastità del continente americano e stimolarono la ricerca di un passaggio a nord-ovest verso l'Estremo Oriente.